# Provincia Maipo
Maipo (Provincia de Maipo) este o provincie din regiunea Metropolitană Santiago, Chile, cu o populație de 440.591 locuitori (2012) și o suprafață de 1120,5 km2.